# Victoria (serie televisiva)
Victoria è una serie televisiva britannica creata da Daisy Goodwin, basata sulla vita della regina Vittoria, trasmessa nel Regno Unito dal 28 agosto 2016 al 3 marzo 2019 su ITV.
In Italia la serie è andata in onda per intero su LaF dal 3 marzo 2017 al 4 ottobre 2019 e successivamente le prime due stagioni trasmesse in chiaro su Canale 5 dal 17 dicembre 2017 al 30 dicembre 2018.

## Trama

### Prima stagione
La prima stagione è ambientata nel XIX secolo. La principessa Vittoria, figlia del duca di Kent Edoardo Augusto e nipote del Re, è l'unica erede legittima al trono del Regno Unito alla morte di Guglielmo IV. Al momento della sua ascesa al trono, l’inesperta e appena diciottenne Vittoria si ritrova, quindi, a governare su un territorio di enormi dimensioni e a contrastare gli squilibri interni tra il partito Whig e quello Tory. Tuttavia, la sovrana può contare sull'appoggio di Lord Melbourne, la cui amicizia diventa oggetto di pettegolezzo tra i popolani, e del cugino di primo grado Alberto, in seguito suo marito e principe consorte.

### Seconda stagione
La seconda stagione segue le difficoltà di Vittoria nel bilanciare il suo ruolo come Regina e i suoi obblighi verso suo marito e i suoi bambini, gestire diverse tragedie all'interno dei rami inglesi e tedeschi della famiglia reale, ed affrontare relazioni internazionali con la Francia e crisi simili, come la Guerra Anglo-Afgana e la Grande Carestia in Irlanda.

### Terza stagione
All'inizio della terza stagione, Victoria e Albert hanno sei figli e si avvicinano ai 30 anni, mentre navigano in difficoltà nel loro matrimonio. Tra le sotto trame della terza serie figurano i continui sforzi di Albert per trovare il suo posto, culminando nella Grande Mostra del 1851, e i suoi sforzi per trasformare il figlio maggiore in un re; il rapporto politico di Victoria con il carismatico Lord Palmerston;  l'arrivo improvviso della sorellastra materna della regina Vittoria, la principessa Feodora, nel palazzo; e una proibita storia d’amore tra una donna della Regina e un cameriere.

## Episodi
| Stagione         | Episodi   | Prima TV UK | Prima TV Italia |
| ---------------- | --------- | ----------- | --------------- |
| Prima stagione   | 8         | 2016        | 2017            |
| Seconda stagione | 8Speciale | 2017        | 2017-2018       |
| Terza stagione   | 8         | 2019        | 2019            |

## Personaggi e interpreti

### Personaggi principali
- Regina Vittoria (stagioni 1-3), interpretata da Jenna Coleman, doppiata da Myriam Catania.
- Principe Alberto (stagioni 1-3), interpretato da Tom Hughes, doppiato da Fabrizio De Flaviis.
- Duca di Wellington (stagioni 1-3), interpretato da Peter Bowles, doppiato da Dario Penne.
- Duchessa del Kent (stagioni 1-3), interpretata da Catherine Flemming, doppiata da Roberta Pellini.
- Baronessa Lehzen (stagioni 1-2), interpretata da Daniela Holtz, doppiata da Giuppy Izzo.
- Miss Nancy Skerrett (stagioni 1-3), interpretata da Nell Hudson, doppiata da Giulia Catania.
- Charles Elmé Francatelli (stagioni 1-3), interpretato da Ferdinand Kingsley, doppiato da Andrea Mete.
- Archibald Brodie (stagioni 1-3), interpretato da Tommy Knight, doppiato da Federico Campaiola.
- Sir Robert Peel (stagioni 1-2), interpretato da Nigel Lindsay, doppiato da Alessandro Quarta.
- Signora Jenkins (stagione 1), interpretata da Eve Myles, doppiata da Laura Lenghi.
- Principe Ernest (stagione 1-2), interpretato da David Oakes, doppiato da Francesco Pezzulli.
- Sir John Conroy (stagione 1), interpretato da Paul Rhys, doppiato da Stefano Benassi.
- Penge (stagioni 1-3), interpretato da Adrian Schiller, doppiato da Stefano Thermes.
- Duca di Cumberland e Teviotdale (stagione 1-3), interpretato da Peter Firth, doppiato da Stefano Mondini.
- Re Leopoldo (stagioni 1-3), interpretato da Alex Jennings, doppiato da Antonio Sanna.
- Lord Melbourne (stagioni 1-2), interpretato da Rufus Sewell, doppiato da Luca Ward.
- Duchessa del Sutherland (ricorrente stagione 1, stagioni 2-3), interpretata da Margaret Clunie, doppiata da Isabella Benassi.
- Lord Alfred Paget (ricorrente stagione 1, stagioni 2-3), interpretato da Jordan Waller.
- Lady Emma Portman (ricorrente stagione 1, stagioni 2-3), interpretata da Anna Wilson-Jones.
- Wilhelmina Coke (stagione 2), interpretata da Bebe Cave.
- Miss Cleary (stagione 2), interpretata da Tilly Steele.
- Edward Drummond (stagione 2), interpretato da Leo Suter.
- Re Luigi Filippo (stagioni 2-3), interpretato da Bruno Wolkowitch (stagione 2) e da Vincent Regan (stagione 3).
- Dott. Traill (stagione 2), interpretato da Martin Compston.
- Duca di Atholl (stagione 2), interpretato da Denis Lawson.
- Duchessa di Buccleuch (stagione 2), interpretata da Diana Rigg, doppiata da Maria Pia Di Meo.
- Charles, duca di Monmouth (stagione 3), interpretato da Nicholas Audsley.
- Abigail Turner (stagione 3), interpretata da Sabrina Bartlett.
- Joseph Weld (stagione 3), interpretato da David Burnett.
- Principessa Feodora (stagione 3), interpretata da Kate Fleetwood.
- Sophie, duchessa di Monmouth (stagione 3), interpretata da Lily Travers.
- Lord John Russell (stagione 3), interpretato da John Sessions.
- Lord Palmerston (stagione 3), interpretato da Laurence Fox.

### Personaggi secondari
- Lady Flora Hastings (stagione 1), interpretata da Alice Orr-Ewing.
- Duchessa del Cumberland (stagioni 1-3), interpretata da Nichola McAuliffe, doppiata da Cristina Dian.
- Lord Chamberlain (stagione 1), interpretato da Simon Paisley Day.
- Lohlein, valletto del principe Alberto (stagione 1-3), interpretato da Basil Eidenbenz, doppiato da Edoardo Purgatori.
- Edward Oxford (stagioni 1-3), interpretato da Harry McEntire.
- Capitano Childers (stagione 1), interpretato da Andrew Scarborough.
- Abigail Owen (stagione 1), interpretato da Aoife Kennan.
- Eliza Skerrett (stagione 1), interpretata da Samantha Colley.
- James Clark (stagione 1), interpretato da Robin Soans.
- Hannam (stagione 1), interpretato da Bruce Mackinnon.
- Sir Piers Gifford (stagione 1), interpretato da James Wilby.
- Lady Beatrice Gifford (stagione 1), interpretata da Annabel Mullion.
- Duca di Sutherland (stagione 2), interpretato da Tom Price.
- Lord Portman (stagione 2), interpretato da Robin McCallum.
- Lord Chancellor (stagione 2), interpretato da Richard Dixon.
- Lord Hastings (stagione 2), interpretato da Julian Finnigan.
- Sir James Hayter (stagione 2), interpretato da Guy Oliver-Watts.
- Maggiordomo di Lord Melbourne (stagione 2), interpretato da Michael Parkhouse.
- Gran Duca (stagione 2), interpretato da Daniel Donskoy.
- Principe Giorgio (stagione 2), interpretato da Nicholas Agnew.
- Duca di Coburgo (stagione 2), interpretato da Andrew Bicknell.
- Gretchen (stagione 2), interpretata da Carolin Stoltz.
- Rowland Hill (stagione 2), interpretato da Ben Abell.
- Hilde (stagione 2), interpretata da Gertrude Thoma.
- Anson (stagione 2), interpretato da Robert MacPherson.
- Duca del Sussex (stagione 2), interpretato da David Bamber.
- Buxton (stagione 2), interpretato da Terence Beesley.
- Duchessa di Inverness (stagione 2), interpretata da Daisy Goodwin.
- Jonas Barrett (stagione 2), interpretato da Cornell John.
- Lady Peel (stagione 2), interpretata da Clare Wille.
- Arcivescovo di Canterbury, William Howley (stagione 2), interpretato da Pete Ivatts.
- Craddock (stagione 2), interpretato da Peter Forbes.
- Dott. William Brydon (stagione 2), interpretato da Alexander Owen.
- John Bright (stagione 2), interpretato da Phil Rowson.

## Produzione
La rete televisiva ITV diede il via libera per la produzione di una prima stagione della serie di otto episodi sin dal 18 maggio 2015 affidando il ruolo di sceneggiatrice alla scrittrice Daisy Goodwin, al suo debutto come tale. Tuttavia, il progetto è stato ufficialmente annunciato solo nel settembre successivo, nel momento in cui Jenna Coleman ha deciso di lasciare Doctor Who al fine di poter ricoprire il ruolo protagonista della Regina Vittoria.
Dopo cinque episodi trasmessi, il 23 settembre 2016, visti gli ottimi ascolti registrati, ITV rinnova la serie per una seconda stagione, la quale è andata in onda nell'autunno 2017. Come rivelato durante un'intervista dalla Goodwin, l'emittente ha anche commissionato la realizzazione di un episodio natalizio previsto al termine della seconda stagione.
Le riprese della seconda stagione, composta da otto episodi, sono iniziate il 14 febbraio 2017; tre settimane più tardi, si unisce al cast Diana Rigg nei panni della nobildonna Charlotte Anne Thynne. Nel dicembre 2017 la serie è stata rinnovata per una terza stagione, la cui premiere è stata il 13 gennaio 2019.
Nel luglio 2021, ITV ha confermato che non ci sono piani per una quarta stagione.

### Riprese
La maggior parte del telefilm è filmata nello Yorkshire. Gli interni di Castle Howard riproducono anche Kensington Palace, Harewood House sostituisce Buckingham Palace, con Bramham Park e Wentworth Woodhouse usati per le residenze reali. Carlton Towers è usato come il Castello di Windsor mentre Beverley Minster sostituisce l'Abbazia di Westminster. Altri luoghi sono il Castello di Raby, il Castello di Allerton, Newby Hall ed il pontile di Whitby.

## Colonna sonora
Il tema principale della serie è stato composto da Martin Phipps e cantato dal gruppo musicale delle Mediæval Bæbes. Phipps ha anche scritto e diretto le musiche di scena per i primi episodi, mentre per i successivi il ruolo di conduzione è stato affidato a Ruth Barrett.
La colonna sonora ufficiale è stata resa disponibile dal 12 gennaio 2017 sulle principali piattaforme di distribuzione musicale. Essa ha ricevuto due candidature come miglior composizione musicale per una serie televisiva e miglior tema musicale originale di una sigla nell'ambito dei Primetime Creative Arts Emmy Awards 2017.
Victoria (Original Soundtrack)
1. Victoria - The Suite – 3:27
2. The King Is Dead – 2:49
3. Coronation – 3:15
4. Lord M – 2:44
5. Locomotives – 1:52
6. Mirrors – 1:32
7. The Weddings – 3:43
8. The Royal Birth – 2:13
9. Privy Council – 2:49
10. A Royal Affair – 2:04
11. Victoria Titles – 1:35

Durata totale: 28:03

## Distribuzione
Negli Stati Uniti la serie è stata trasmessa da PBS dal 15 gennaio 2017 al 3 marzo 2019, mentre in Canada ha debuttato il 4 aprile successivo su Vision TV.
In Italia, la distribuzione è gestita da La EFFE, canale a pagamento della piattaforma Sky.